# Santísima Trinidad (Schiff, 1769)
Die Nuestra Señora de la Santísima Trinidad („Unsere Liebe Frau von der Heiligen Dreifaltigkeit“, auch kurz Santísima Trinidad) war ein 116-Kanonen-Linienschiff der spanischen Marine, das von 1769 bis 1805 in Dienst stand.

## Geschichte

### Bau
Die spätere Santísima Trinidad wurde vom irischen Schiffbaumeister Matthew Mullan als Dreidecker mit 116 Kanonen entworfen und unter seiner Bauaufsicht im Jahr Oktober 1767 im Marinearsenal von Havanna auf Kiel gelegt. Der Stapellauf erfolgte am 20. März 1769 und 1770 wurde sie ins nordspanische Ferrol überführt.
Vergleich der großen Linienschiffe von Großbritannien, Frankreich und Spanien zur Zeit des Stapellaufs der Santísima Trinidad.
| Schiff                          | Royal George                                                               | Victory                                                                    | Sandwich                                                                  | Royal Louis                                                                | Bretagne                                                                   | Ville de Paris                                               | Santísima Trinidad                                                         |
| ------------------------------- | -------------------------------------------------------------------------- | -------------------------------------------------------------------------- | ------------------------------------------------------------------------- | -------------------------------------------------------------------------- | -------------------------------------------------------------------------- | ------------------------------------------------------------ | -------------------------------------------------------------------------- |
| Land                            | Großbritannien                                                             | Großbritannien                                                             | Großbritannien                                                            | Frankreich                                                                 | Frankreich                                                                 | Frankreich                                                   | Spanien                                                                    |
| Stapellauf                      | 1756                                                                       | 1765                                                                       | 1759                                                                      | 1759                                                                       | 1766                                                                       | 1764                                                         | 1769                                                                       |
| Abmessung Länge Breite Tiefgang | 0 54,3 15,8 6,6                                                            | 0 56,08 15,56 6,55                                                         | 0 53,65 14,95 6,11                                                        | 0 61,72 16,73 8,34                                                         | 0 60,41 16,24 7,84                                                         | 0 57,50 15,75 7,47                                           | 0 61,30 16,16 8,08                                                         |
| Vermessung in tons (bm)         | 2.046                                                                      | 2.142                                                                      | 1.869                                                                     | 3.000                                                                      | 2.600                                                                      | 2.000                                                        | 2.475                                                                      |
| Bewaffnung                      | 100 Kanonen 28 × 42-Pfünder 28 × 24-Pfünder 28 × 12-Pfünder 16 × 6-Pfünder | 100 Kanonen 30 × 42-Pfünder 28 × 24-Pfünder 30 × 12-Pfünder 12 × 6-Pfünder | 90 Kanonen 28 × 32-Pfünder 28 × 18-Pfünder 30 × 12-Pfünder 04 × 6-Pfünder | 116 Kanonen 32 × 36-Pfünder 34 × 24-Pfünder 34 × 18-Pfünder 16 × 8-Pfünder | 100 Kanonen 30 × 36-Pfünder 32 × 24-Pfünder 32 × 12-Pfünder 06 × 6-Pfünder | 90 Kanonen 30 × 36-Pfünder 32 × 24-Pfünder 28 × 18-Pfünder 0 | 116 Kanonen 30 × 36-Pfünder 32 × 24-Pfünder 32 × 12-Pfünder 22 × 8-Pfünder |

### Einsatzgeschichte
Nach ihrer Überführung wurde das Schiff einigen Erprobungen unterzogen und wegen Nichtbedarfs bis 1776 aufgelegt. Diesem folgte eine Überarbeitung wegen struktureller Probleme mit anschließenden Erprobungen bis Ende 1778.
Am 12. Juli 1779 erklärte Spanien im Rahmen des amerikanischen Unabhängigkeitskrieges Großbritannien den Krieg. Die Santísima Trinidad führte anschließend als Flaggschiff einer spanischen Flotte, im Spätsommer desselben Jahres, zusammen mit französischen Kräften Operationen im Ärmelkanal durch, wobei auch das britische Linienschiff Ardent durch die Franzosen gekapert wurde. Diesem folgte am 12. August 1780 die Kaperung von 55 Handelsschiffen eines britischen Konvois von 63 Schiffen, der durch ein Linienschiff und drei Fregatten gesichert wurde. 1782 wurde sie in das Mittelmeergeschwader eingegliedert und nahm an der Belagerung von Gibraltar und der Seeschlacht am Kap Spartel teil.
1795 folgte ein Umbau, um die französischen 118-Kanonen-Linienschiffe der Commerce-de-Marseille-Klasse kontern zu können, dabei wurde sie durch den Einbau zusätzlicher Geschütze auf einem neuen Deck (Spardeck) zwischen Back und Achterdeck zum nominellen Vierdecker.

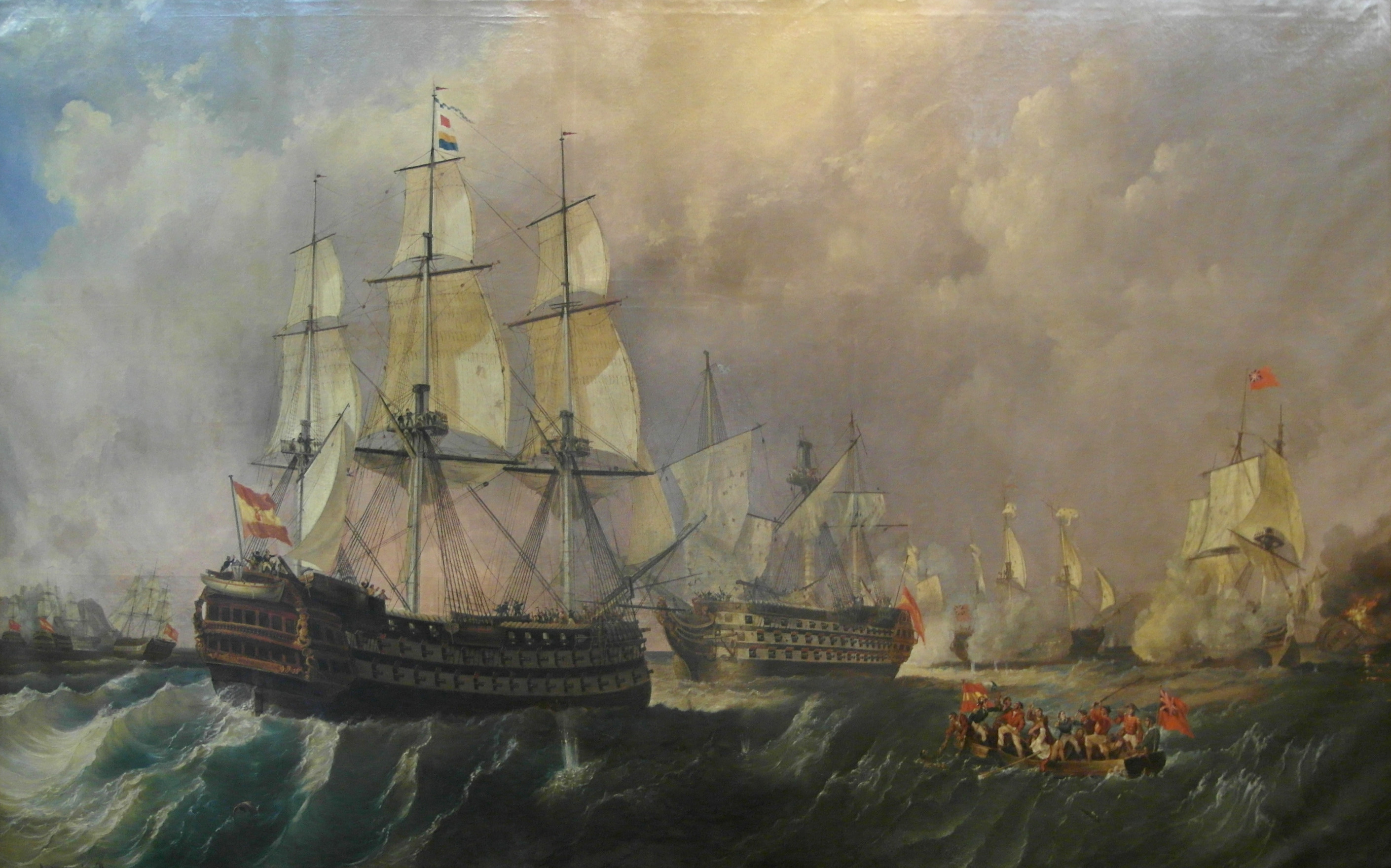
Die Infante don Pelayo kommt der entmasteten Santísima Trinidad während der Schlacht bei Kap St. Vincent zu Hilfe

Im Jahr 1797 war sie das Flaggschiff von Vizeadmiral José de Córdoba y Ramos und an der Seeschlacht bei Kap St. Vincent am 14. Februar beteiligt. Während der Schlacht kämpfte sie zunächst mit den britischen Linienschiffen Captain und Culloden und wurde anschließend von der Blenheim, Orion, Irresistible und Excellent angegriffen. Inzwischen war sie schwer beschädigt, hatte alle Masten verloren und die Hälfte ihrer Besatzung war tot oder verwundet. Nur durch Einsatz der spanischen Linienschiffe Infante don Pelayo und Príncipe de Asturias konnte eine Kaperung verhindert werden. Einige Tage nach der Schlacht wurde das schwer beschädigte Schiff auf dem Rückweg nach Spanien von der britischen Fregatte Terpsichore gesichtet und angegriffen, konnte aber entkommen und schließlich zur Reparatur in Cádiz einlaufen.
Acht Jahre später nahm sie unter dem Kommando von Francisco Javier Uriarte und als Flaggschiff von Konteradmiral Baltasar de Cisneros an der Schlacht von Trafalgar teil. Hierbei griff am 21. Oktober 1805 eine britische Flotte (27 Linienschiffe), unter dem Befehl von Vizeadmiral Horatio Nelson, eine französisch-spanische Flotte (33 Linienschiffe) unter dem Befehl des französischen Vizeadmirals Pierre de Villeneuve an. Ihre Größe und Position unmittelbar vor dem Flottenflaggschiff Bucentaure machte sie zu einem Hauptziel der britischen Flotte. Sie konnte das britische Flottenflaggschiff Victory schwer beschädigen, wurde aber zusammen mit der Bucentaure von der Victory und den beiden 98-Kanonen-Linienschiffen Temeraire und Neptune eingekesselt und musste nach hartem Kampf schwer beschädigt vor der Neptune die Flagge streichen. 400 Mann ihrer Besatzung wurden getötet, 300 vermisst und die übrigen 700 Mann, darunter 300 Verwundete, gerieten in Gefangenschaft.
Die Gefallenen erhielten eine Seebestattung: Die Offiziere wurden in die spanische Flagge gewickelt und, mit einer Kugel beschwert, versenkt. Die einfachen Seeleute sollten eigentlich in Segeltuch gewickelt und ebenfalls mit einer Kugel beschwert werden – da aber die meisten Kugeln verschossen waren, warf man die Leichname einfach über Bord.

### Untergang
Die Sieger halfen dabei, die Verletzten aus dem Lazarett zu retten, das sich ganz unten im Rumpf befand, da bereits Wasser eindrang. Spanier und Briten bedienten die Pumpen gemeinsam, letztere, weil sie die Santísima Trinidad als Prise nach Gibraltar schleppen wollten.
Der Abschleppversuch durch die Prince gelang wegen eines Sturmes jedoch nicht. Das Schiff wurde aufgegeben, die Besatzung sollte auf vier britische Schiffe evakuiert werden, aber die Santísima Trinidad sank am 22. Oktober 1805, einen Tag nach der Schlacht, mit 150 Verwundeten an Bord.

## Technische Beschreibung

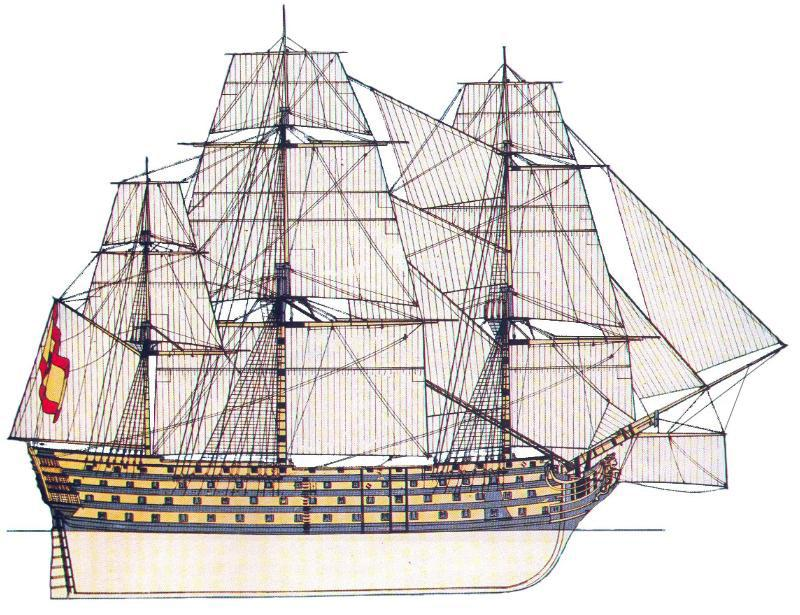
Die Santísima Trinidad als Vierdecker

Die Santísima Trinidad war als Batterieschiff mit drei durchgehenden Geschützdecks konzipiert und hatte eine Länge von 61,3 Metern (Geschützdeck), eine Breite von 16,16 Metern und einen Tiefgang von 8,08 Metern bei einer Verdrängung von 4.902 Tonnen. Sie war ein Rahsegler mit drei Masten (Fockmast, Großmast und Kreuzmast). Der Rumpf schloss im Heckbereich mit einem Heckspiegel, in den Galerien integriert waren, die in die seitlich angebrachten Seitengalerien mündeten. Diese waren aus Repräsentationsgründen durch zeitspezifische Schnitzereien und Bildhauerarbeiten geschmückt. An der obersten Position des Heckspiegels befanden sich traditionell bis zu drei Hecklaternen. Die Beplankung des Schiffes war kraweel ausgeführt, das heißt, die Enden der Planken stießen stumpf aufeinander, sodass eine glatte Außenfläche entstand.
Die Besatzung hatte eine Stärke von 1.115 Mann. Die Bewaffnung bestand bei Indienststellung aus 116 Kanonen, die sich aber im Laufe ihrer Dienstzeit mehrmals veränderte.
|        | Unteres Batteriedeck    | Mittleres Batteriedeck    | Oberes Batteriedeck       | Backdeck                                                                  | Achterdeck                                                                | Kanonen (Geschossgewicht)   |
| ------ | ----------------------- | ------------------------- | ------------------------- | ------------------------------------------------------------------------- | ------------------------------------------------------------------------- | --------------------------- |
| Design | 30 × 36-Pfünder-Kanonen | 32 × 24-Pfünder-Kanonen   | 32 × 12-Pfünder-Kanonen   | 6 × 8-Pfünder-Kanonen                                                     | 16 × 8-Pfünder-Kanonen                                                    | 116 Kanonen (553,94 kg)     |
|        | Unteres Batteriedeck    | 2. Mittleres Batteriedeck | 1. Mittleres Batteriedeck | Oberes Batteriedeck                                                       | Oberes Batteriedeck                                                       | Geschütze (Geschossgewicht) |
| 1796   | 32 × 36-Pfünder-Kanonen | 34 × 24-Pfünder-Kanonen   | 36 × 12-Pfünder-Kanonen   | 18 × 8-Pfünder-Kanonen 10 × 24-Pfünder-Haubitzen 4 × 4-Pfünder-Drehbassen | 18 × 8-Pfünder-Kanonen 10 × 24-Pfünder-Haubitzen 4 × 4-Pfünder-Drehbassen | 134 Geschütze (644,1 kg)    |
| 1805   | 32 × 36-Pfünder-Kanonen | 34 × 24-Pfünder-Kanonen   | 36 × 12-Pfünder-Kanonen   | 18 × 8-Pfünder-Kanonen 16 × 24-Pfünder-Haubitzen 4 × 4-Pfünder-Drehbassen | 18 × 8-Pfünder-Kanonen 16 × 24-Pfünder-Haubitzen 4 × 4-Pfünder-Drehbassen | 140 Geschütze (688,28 kg)   |

## Bemerkungen
1. ↑  Bei der Berechnung des Gewichtes einer Breitseite kann es zu Unterschieden kommen, da in der damaligen Zeit ein Pfund, je nach Land, unterschiedliche Gewichtswerte hatte. Das spanische Libra hatte z. B. ein Gewicht von 460,08 Gramm, während das englische Pound ein Gewicht von 453,592 Gramm hatte.